# Тодор Василев (МПО)
Тодор Василев Боглев (на английски: Theodore Vasileff) е български общественик, деец на Македонската патриотична организация.

## Биография
Тодор Василев е роден в леринското село Петърско, тогава в Османската империя, днес в Гърция, в семейството на Васил Боглев (1873 – 1935), български емигрантски деец в САЩ, завърнал се в родното си село през Първата световна война, след което е тормозен от гръцките власти. Тодор Василев емигрира в САЩ през 1912 година и работи на различни места, а през 1920 година се установява за постоянно в Индианаполис, а през 1922 година участва в основаването на МПО „Охрид“, Менсфилд. Член е на македоно-българската църковна община. Дългогодишен член, секретар и председател е на МПО „Даме Груев“, Индианаполис, делегат е на третия и четвъртия конгрес на МПО и е член на Съюзната контролна комисия. Член е и на църквата Свети Стефан в Индианаполис. През 1926 година е съосновател и организатор на вестник „Македонска трибуна“. Женен е за Спасия Т. Василева от Лерин и има три деца.